# 천칭

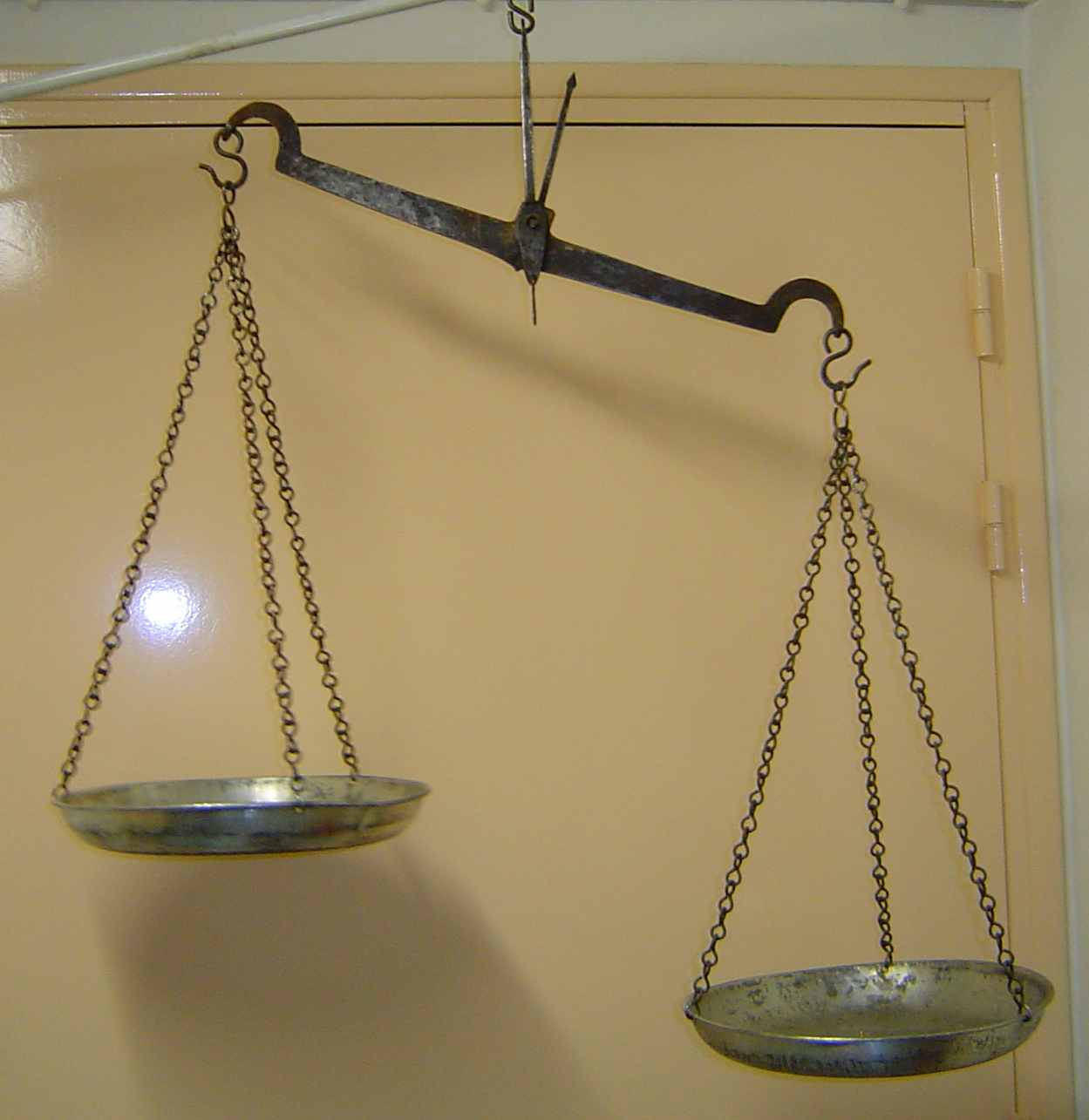
천칭

천칭(天秤, balance scale) 또는 천평칭(天平秤)은 저울의 일종으로, 지레의 원리를 이용해 질량을 측정하고 싶은 물체와 분동의 균형을 맞춤으로써 질량을 측정한다.
고전적인 천칭은 막대기 한 가운데를 지탱하고 그 양쪽의 지점에서 동일한 거리에 있는 점에 질량을 측정하려는 물체와 단위무게를 가진 분동을 매달아 균형을 잡는 것이다.
윗접시 저울도 천칭의 일종 내지 천칭의 발전형이라 할 수 있다.

## 같이 보기
- 저울
- 천칭자리